# Nhược Khương
Nhược Khương (giản thể: 若羌县; phồn thể: 若羌縣; bính âm: Ruòqiāng Xiàn, trong lịch sử từng được gọi là Charkliq, Chaqiliq, hay Qakilik, Uyghur: چاقىلىق ناھىيىسى‎, ULY: Çakilik Nahiyisi) là một huyện của Châu tự trị dân tộc Mông Cổ Bayin'gholin, khu tự trị Tân Cương, Trung Quốc.. Với diện tích lên tới 198.318 km², đây là đơn vị hành chính cấp huyện có diện tích lớn nhất tại Trung Quốc. Năm 2005, tổng số cư dân củ huyện là 31.877 người, trong đó 18.957 (59,5%) thuộc sắc tộc Hán, người Uyghur có 11.761 (36,9%). Huyện có khí hậu sa mạc.

### Trấn
- Nhược Khương (若羌镇)
- Ỷ Thông Bố Lạp Khắc (依吞布拉克镇)
- La Bố Phách (罗布泊镇)

### Hương
- Thiết Can Lý Khắc (铁干里克乡)
- Ngô Tháp Mộc (吾塔木乡)
- Ngõa Thạp Hạp (瓦石峡乡)
- Thiết Mộc Lý Khắc (铁木里克乡)
- Kỳ Man Tháp Cách (祁曼塔格乡)